# Orgasmotron
« Orgasmatron » redirige ici. Pour l'album de Motörhead, voir Orgasmatron (album).
L'orgasmotron, orgazmotron, orgasmatron, ou encore orgazmo rayon, est une machine fictive qui est censée apporter un orgasme immédiat aux personnes qui l'utilisent.

## Histoire
Orgasmatron est une marque déposée pour une machine qui effectue des massages au niveau de la tête.
Des recherches ont été sérieusement effectuées pour inventer ce type de machine, principalement pour aider les femmes qui ne peuvent pas atteindre l'orgasme. Toutefois, l'implantation d'électrodes dans le cerveau[réf. nécessaire] à seul but ludique est éthiquement discutable.

## Dans la culture populaire

### Cinéma
Dans Barbarella (1968), la machine, inventée par le docteur Durand Durand, l'ennemi de Barbarella, est appelée Excessive Machine provoque de plus en plus de plaisir au fur et à mesure qu'elle est utilisée jusqu'à faire mourir la personne par orgasme.
C'est dans Woody et les Robots (1973) de Woody Allen qu'apparaît pour la première fois le nom d'orgasmotron. Brainstorm (1983) et Demolition Man citent également la machine.
Le lieutenant Lenina Huxley (Sandra Bullock) initie John Spartan (joué par Sylvester Stallone) à une sorte d'orgasmotron[Où ?]. Dans Capitaine Orgazmo (1997), le héros utilise cette arme pour faire régner la justice, habillé en super-héros.

### Radio
Orgasmotron est également le nom d'un jeu de Fun Radio qui était animé par Arthur lors de son émission matinale de septembre 1991 à juin 1992.

### Musique
Le groupe Motörhead sort un album intitulé Orgasmatron en 1986. Sepultura reprend quelques années plus tard, la chanson qui a donné le nom à l'album. Cette chanson et cet album ne parlent pas directement d'une machine à orgasme.